# 坪井駅
坪井駅（つぼいえき）は、岡山県津山市中北上にある、西日本旅客鉄道（JR西日本）姫新線の駅である。

## 歴史
- 1923年（大正12年）8月21日：鉄道省作備線（現・姫新線）津山駅 - 美作追分駅間開通時に開設[1][2]。 
  - 当時の所在地表示は岡山県久米郡大井西村中北上であった[1][2]。
- 1929年（昭和4年）4月14日：作備西線開通に伴い、作備線が作備東線に改称、当駅もその所属となる[3]。
- 1930年（昭和5年）12月11日：当駅を含む津山駅 - 新見駅間の全通に伴い[4]、作備東線が作備線の一部となり、当駅もその所属となる[5]。
- 1936年（昭和11年）10月10日：作備線が姫新線の一部となり、当駅もその所属となる[6]。
- 1973年（昭和48年）3月12日：貨物・荷物扱い廃止[1]。
- 1986年（昭和61年）11月1日：無人駅化[7]。
- 1987年（昭和62年）4月1日：国鉄分割民営化に伴い、JR西日本の駅となる[1]。

## 駅構造

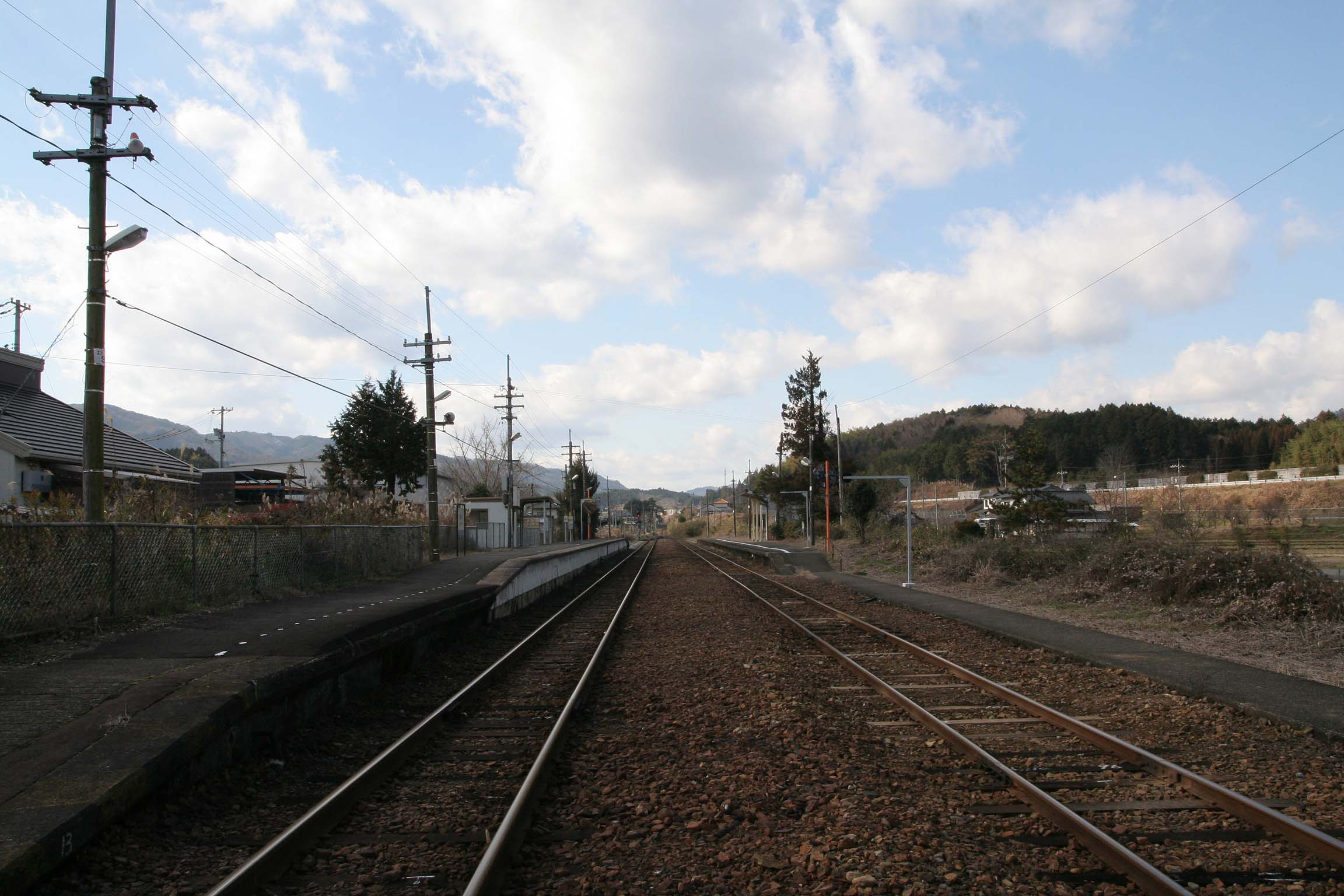
構内（2008年1月）

相対式ホーム2面2線を有する列車交換可能な地上駅。両ホームは津山方にある構内踏切で連絡している。
津山駅管理の無人駅。自動券売機は設置されていない。以前は駅舎があったが現在は無い。両ホームに小さな待合所が設置されており、新見方面行ホーム側に入口がある。保線車両用引込線がある。

### のりば
| のりば | 路線   | 方向 | 行先               |
| ------ | ------ | ---- | ------------------ |
| 1      | 姫新線 | 下り | 中国勝山・新見方面 |
| 2      | 姫新線 | 上り | 津山・佐用方面     |

- 本項ではJR西日本公式サイト全域路線図[9]に従い路線記号・ラインカラーを表記しているが、実際の駅構内の主だった旅客案内には、2016年3月ダイヤ改正段階では反映されていない。
- 以前はのりば番号が存在しなかったが、2008年10月現在、のりば番号プレートが整備されている。

## 利用状況
1日の平均乗車人員は以下の通り。
| 乗車人員推移       | 乗車人員推移 |
| 年度               | 1日平均 人数 |
| ------------------ | ------------ |
| 1999年（平成11年） | 70           |
| 2000年（平成12年） | 68           |
| 2001年（平成13年） | 64           |
| 2002年（平成14年） | 58           |
| 2003年（平成15年） | 50           |
| 2004年（平成16年） | 53           |
| 2005年（平成17年） | 47           |
| 2006年（平成18年） | 42           |
| 2007年（平成19年） | 32           |
| 2008年（平成20年） | 33           |
| 2009年（平成21年） | 30           |
| 2010年（平成22年） | 33           |
| 2011年（平成23年） | 32           |
| 2012年（平成24年） | 29           |
| 2013年（平成25年） | 22           |
| 2014年（平成26年） | 22           |
| 2015年（平成27年） | 25           |
| 2016年（平成28年） | 20           |
| 2017年（平成29年） | 18           |
| 2018年（平成30年） | 21           |
| 2019年（令和元年） | 24           |
| 2020年（令和02年） | 25           |
| 2021年（令和03年） | 25           |

## 駅周辺
駅の表側を国道181号が、裏側を中国自動車道が並行する。なお、両道路とも駅から少し離れた所を通っている。
- 津山市立中正小学校
- 坪井郵便局
- 久米川

## 隣の駅
西日本旅客鉄道（JR西日本）
 姫新線
■快速
美作千代駅 - 坪井駅 - 美作落合駅
■普通
美作千代駅 - 坪井駅 - 美作追分駅